# FC Barcelona (hokej na lodzie)

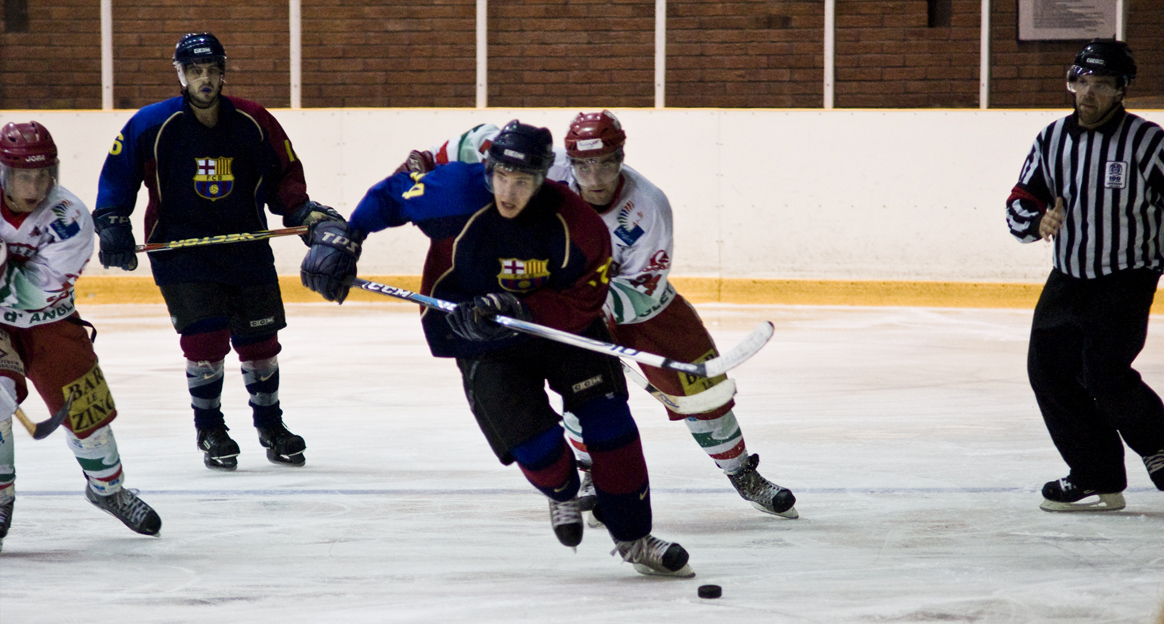
Zawodnicy FC Barcelona

FC Barcelona – hiszpański klub hokeja na lodzie z siedzibą w Barcelonie. Stanowi sekcję klubu FC Barcelona.

## Sukcesy
- Złoty medal mistrzostw Hiszpanii: 1987[1], 1988[2], 1997, 2002, 2009, 2021[3], 2022[4]
- Srebrny medal mistrzostw Hiszpanii: 1974, 1975, 1976, 1977, 1978, 1981, 1982, 1996, 2003, 2008, 2011, 2020
- Brązowy medal mistrzostw Hiszpanii: 1973, 1979, 1980, 1992, 1999, 2006, 2012, 2016, 2017, 2018, 2019
- Puchar Hiszpanii (5 razy): 1976, 1977, 1982, 1997, 2015
- Udział w Pucharze Kontynentalnym: 1997, 2002/03, 2003/04, 2009/10

## Zawodnicy
Zawodnikiem i trenerem klubu był Jevgeņijs Semerjaks.